# Dietersheim (Eching)
Dietersheim ist ein Gemeindeteil der Gemeinde Eching im Landkreis Freising in Oberbayern.

## Geografie
Das Dorf Dietersheim liegt vier Kilometer südöstlich des Hauptortes Eching, 19 Kilometer nördlich von München. Südlich grenzt Dietersheim an die Stadt Garching bei München. Östlich liegt die Gemeinde Hallbergmoos, nördlich Neufahrn.

## Geschichte

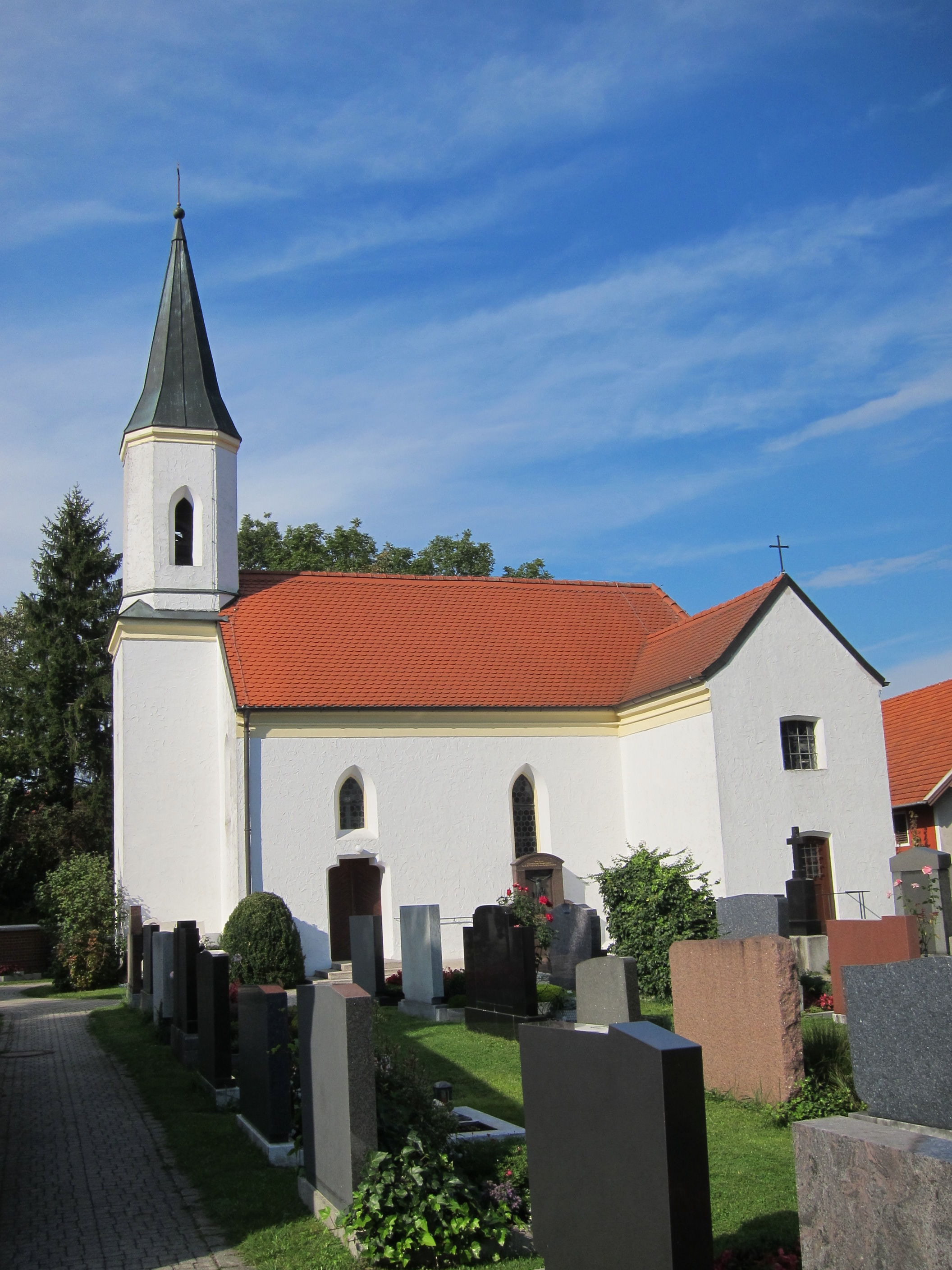
Kirche in Dietersheim

Der Name Dietersheim stammt von Deotrihheimma, also von „Heim des Deoterich“. So lautet zumindest die erste urkundliche Erwähnung des Ortes aus dem Jahr 859 in der Meichelbeckschen Urkundensammlung. Dies geschah während der Regentschaft des Bischofs Anno (854–874). Der Bischof von Freising übergab im Jahre 859 einen Hof in Dietersheim an den Edelherrn Cozbert und die Edelfrau Wolfpirin. Für den Dietersheimer Hof erhielt Anno Wiesen in Ismaning. Demnach dürfte Dietersheim schon vor dem Jahr 859 bestanden haben und nur unwesentlich jünger als Eching sein.
Die zweitälteste urkundliche Erwähnung von Dietersheim stammt aus dem Jahr 1187. Damals ging es um einen Grundstückstausch zwischen dem Bischof Otto II. von Freising und dem Kloster Schäftlarn. Otto bekam einen Hof in Dietersheim und übergab dafür Land und Hof in Haindlfing an das Kloster Schäftlarn.
Seit dem Jahre 750 bildete der Fluss Isar die Grenze zwischen dem Herzogtum Bayern und der selbständigen Enklave Hochstift Freising. An dieser Grenze lag auch Dietersheim, das Dorf gehörte aber größtenteils dem Herzogtum Bayern an. Dieses wiederum war in Gerichtsbezirke eingeteilt, die in etwa den heutigen Landkreisen entsprachen. Diese Bezirke wurden damals von so genannten Pflegern (heutigen Landräten) geleitet, deswegen auch die Bezeichnung "Pfleggerichte". Der für das Dorf Dietersheim zuständige Pfleger lebte in Kranzberg, deshalb lag auch Dietersheim im Pfleggericht Kranzberg. Dieses wiederum erstreckte sich von der Isar im Osten nach Dachau im Westen bis nach Pfaffenhofen, Altomünster und Moosburg im Norden. Auch das Pfleggericht Kranzberg war in so genannte Unterämter aufgeteilt; eines davon war "Ambt auf dem Gvill" – zuständig für die Gegend um Garching, also auch für Dietersheim. Gvill oder G’fild bedeutet „Gefälle“, so heißt das ebene Land um Eching. In der Bistumsbeschreibung von Freising tauchte 1315 der Conradischen Matrikel auf. Dort wird Dietrichsheim als eines der fünf Filialen von Eching erwähnt. Bereits damals lag der Ort auf der Hauptverkehrsstraße zwischen Freising und München, also an der heutigen Staatsstraße 2350 (ehemalige Bundesstraße 11). Im 14. Jahrhundert verkehrten auf dieser Strecke hauptsächlich Postkutschen und Pferdefuhrwerke.
Nach einer Ortsbeschreibung aus dem Jahre 1471 bestand Dietersheim aus elf Anwesen, die jedoch alle verpachtet waren. Grundherr von sechs Höfen war zum damaligen Zeitpunkt der Bischof von Freising.
Im Laufe der darauf folgenden 150 Jahre nahm die Zahl der Häuser in Dietersheim ständig zu. So gab es 1612 bereits 17 Anwesen in dem Ort, sieben davon gehörten dem Hochstift Freising an. Doch 1632 wurde fast das ganze Dorf vernichtet. Schweden zogen plündernd durch die Gegend; es war die heiße Phase des Dreißigjährigen Kriegs. Auf dem Weg nach München statteten die schwedischen Soldaten auch Dietersheim einen Besuch ab. Sie verbrannten fast alle Häuser, lediglich die Kirche und ein Hof blieben einigermaßen unversehrt. Die Dietersheimer bauten ihre Häuser wieder auf, doch zwei Jahre später kamen wieder die Schweden vorbei und zerstörten alles. Die Bewohner zimmerten sich neue Häuser. 1671 standen wieder 17 Anwesen in dem Dorf. Das Schicksal des nie wieder aufgebauten Ortes Mallertshofen in der Nähe des heutigen Oberschleißheim blieb Dietersheim erspart.
Im Jahre 1989 wurde das Klärwerk Gut Marienhof als zentraler Bestandteil der Abwasserbehandlung für München und Umgebung in der Gemeinde errichtet.

## Bevölkerung
| Datum         | Erstwohnsitz | Erst- und Nebenwohnsitz | Quelle |
| ------------- | ------------ | ----------------------- | ------ |
| 11. Okt. 2011 | 1660         |                         |        |
| 17. Sep. 2015 | 1834         | 1989                    | [ 1 ]  |
| 8. Nov. 2016  | 1902         | 2065                    | [ 2 ]  |
| 9. Sep. 2017  | 1975         | 2139                    | [ 3 ]  |
| 16. Sep. 2019 | 1945         | 2109                    | [ 4 ]  |
| 25. Nov. 2020 | 2007         | 2184                    | [ 5 ]  |
| 10. Nov. 2021 | 1993         | 2162                    | [ 6 ]  |
| 13. Sep. 2022 | 1983         | 2146                    | [ 7 ]  |

## Baudenkmäler
- Filialkirche St. Johannes der Täufer, kleiner gotisierender Saalbau mit polygonalem Chorabschluss, angefügter Sakristei und Westturm, erbaut 1870/71
- Hofkapelle Gut Marienhof, kleiner neubarocker Saalbau mit geschweiftem Giebel und Dachreiter, 1923

## Verkehrsanbindung

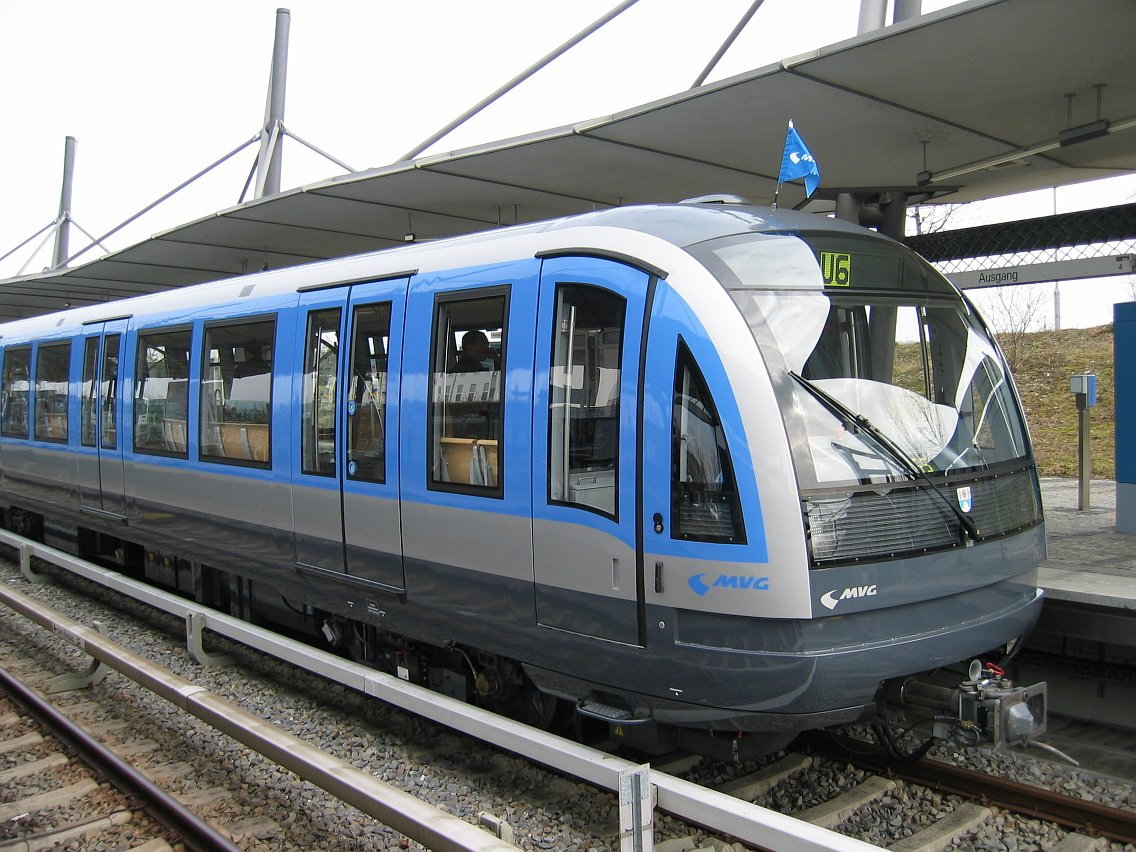
U6 bei Garching-Hochbrück

Dietersheim befindet sich in unmittelbarer Nachbarschaft zu den Garchinger Forschungsinstituten, welche eine direkte U-Bahn-Anbindung (U6) nach München besitzen. Die Buslinie 690 hat einen Halt in der Ortsmitte von Dietersheim. Die Expressbuslinie X660 hält ebenfalls im Dorf.

## Vereine
- Sportverein Dietersheim e. V. (Fußball, Turnen, Tennis, Stockschützen, Ski)[10]
- Schützenverein "Die Gemütlichen"
- Maibaumverein Dietersheim
- Krieger- und Soldatenverein
- Freiwillige Feuerwehr Dietersheim[11]
- The Wanderers (Linedance)[12]